# Lycosa similis
Lycosa similis är en spindelart som beskrevs av Banks 1892. Lycosa similis ingår i släktet Lycosa och familjen vargspindlar. Inga underarter finns listade i Catalogue of Life.